# Carlo Acutis
Carlo Acutis (Londres, 3 de mayo de 1991-Monza, 12 de octubre de 2006) fue un estudiante italiano y un aficionado programador de informática, conocido por documentar milagros eucarísticos y apariciones marianas aprobadas en todo el mundo, y catalogar toda esa información en un sitio web que creó antes de su muerte por leucemia. 
Acutis fue reconocido por su talento en programar y su devoción a la eucaristía, la cual se volvió un tema principal en su vida. Fue beatificado por la Iglesia católica en Asís, Italia, el 10 de octubre de 2020 por un milagro atribuido a su intercesión. El 23 de mayo de 2024 se anunció que se había aprobado un segundo milagro atribuido a su intercesión, allanando el camino para que se convierta en el primer santo milenial de la Iglesia católica. El 20 de noviembre de 2024 se anunció su fecha de canonización para el 27 de abril de 2025. Sin embargo, el 21 de abril de 2025, a raíz de la muerte del papa Francisco, se anunció que la ceremonia sería pospuesta. Finalmente, el 13 de junio de 2025 se definió su fecha de canonización para el 7 de septiembre de 2025.

## Biografía
Carlo Acutis nació el 3 de mayo de 1991 en la ciudad de Londres, Reino Unido, en el seno de una familia italiana, originaria de Lombardía. Sus padres, Andrea Acutis y Antonia Salzano, se encontraban en Londres por motivos profesionales en el momento de su nacimiento, sin embargo, tras el nacimiento de Carlo, la familia Acutis regresó a Italia en septiembre de ese mismo año para más tarde instalarse en la ciudad de Milán. Allí asistió a la escuela primaria y secundaria con las Hermanas Marcelinas, luego fue al Liceo Clásico León XIII, dirigido por los jesuitas. En la capellanía de la secundaria ejerció cierta influencia con su ejemplo, lo que hizo que más tarde fuera destacado por el plantel docente de la institución. Carlo transmitió en particular la importancia que tenía para él la eucaristía que según él era «la calzada que lleva al Cielo».
Fue criado en una familia tradicional pero no practicante. Sin embargo, a temprana edad mostró su gusto por la piedad y por rezar en las iglesias, durante los viajes familiares solicitaba a sus padres visitar los santuarios de la región. Desde temprana edad, tuvo una devoción por la eucaristía y por la Virgen María, a quien luego definió como «la única mujer de mi vida». Se interesó por la historia de las apariciones de Nuestra Señora de Lourdes y de Nuestra Señora de Fátima, también estudió la vida de los santos, entre ellos Luis Gonzaga y Tarsicio, pero en particular se interesó por Francisco de Asís, Antonio de Padua, Domingo Savio, María Magdalena de Pazzi y los tres pastores de la Virgen de Fátima: Francisco Marto, Jacinta Marto y Lucía dos Santos. Su madre tomó clases de teología para poder responder a las cuestiones que Carlo le planteaba.
A los siete años Carlo manifestó su deseo de recibir la comunión a la que llamó «mi autopista hacia el Cielo». Para no ceder a lo que creían que era un capricho, sus padres consultaron a monseñor Pasquale Macchi, exsecretario del papa Pablo VI. Tras constatar la madurez del niño, el prelado lo autorizó a realizar su primera comunión. La ceremonia tuvo lugar en el Monasterio Ambrosiano de Perego el 16 de junio de 1998. Desde entonces y hasta su muerte, Carlo asistió todos los días a misa. En una ocasión dijo: «Si nos acercamos a la eucaristía todos los días, vamos directos al Paraíso». Rezó el rosario todos los días, se confesaba una vez por semana y participaba en el catecismo para los niños de su parroquia.
También dedicaba su tiempo libre a visitar a los ancianos y ahorraba dinero para dárselo a los más necesitados, ayudaba a las personas sin hogar, fue voluntario en los comedores populares y ayudó como catequista, a menudo decía: «La tristeza es mirarte a ti mismo. La felicidad es mirar a Dios».
Mostró interés por las tecnologías de la información y la comunicación y como aficionado a la informática, ideó y organizó un material audiovisual relacionado con sus creencias religiosas acerca de las apariciones marianas y de los milagros eucarísticos. Fue precursor del uso de estos materiales para la difusión de contenidos religiosos. Tras dos años de investigación y viajes, en los que también participaron sus padres, elaboró una de sus obras más importantes: una exposición sobre los milagros eucarísticos en el mundo, su trabajo recoge un total de 136 milagros eucarísticos reconocidos por la Iglesia católica, con fotografías y descripciones. La exposición se inició en un sitio web pero posteriormente se materializó y se ha difundido por los cinco continentes. Solo en los Estados Unidos ha llegado a varias parroquias y universidades. También a algunos de los santuarios marianos más famosos, como el Santuario de Fátima, el Santuario de Lourdes y la Basílica de Guadalupe, por esta razón, se ha pensado en él como posible patrono de Internet.

## Enfermedad y fallecimiento
Carlo enfermó de leucemia del tipo M3, a principios de octubre de 2006. Al entrar al hospital le dijo a su madre: «De aquí ya no salgo». Más tarde, también les comentó a sus padres: «Ofrezco al Señor los sufrimientos que tendré que padecer por el papa y por la Iglesia católica, para no tener que estar en el purgatorio y poder ir directo al Cielo». Cuando la enfermera le preguntaba cómo se sentía con esos dolores, Carlo respondía: «Bien. Hay gente que sufre mucho más que yo. No despierte a mi madre, que está cansada y se preocuparía más». Pidió la extremaunción y tres días después del diagnóstico, el 12 de octubre de 2006, falleció en el Hospital San Gerardo de Monza, Italia.
Antes de conocer su enfermedad, Carlo grabó un vídeo donde dijo que, si moría, le gustaría que lo enterraran en Asís. Por ello fue sepultado allí.

### Fama de santidad
El día de su funeral asistieron varias personas inesperadas. Según su madre, había personas que ella no conocía, como personas sin hogar, inmigrantes, mendigos y niños. Gente que le hablaba de Carlo y de su trabajo social, de lo que él había hecho por ellos, y de lo que ella no sabía nada.
Existen más de doscientos sitios y blogs que hablan sobre él en diferentes idiomas y hay historias de conversión inspiradas en él que ocurrieron tras su muerte. Los padres recibieron cartas y solicitudes de oración de todo el mundo, y gran parte de este material fue recolectado durante la fase diocesana de beatificación. Su madre relata que, antes de ser beatificado, se le apareció en un sueño y le dijo que pronto sería beatificado y, poco después, canonizado.

## Exhumación
El 23 de enero de 2019, el cuerpo de Acutis fue exhumado y se encontró «íntegro».
El 6 de abril de 2019, después de unos momentos de oración en la basílica inferior de San Francisco de Asís y en la catedral de San Rufino, los restos del beato Carlo Acutis fueron trasladados a la iglesia de Santa Maria Maggiore también llamada santuario della Spogliazione («del despojamiento») en Asís, mientras que su corazón fue puesto en un relicario que se quedó en la basílica inferior de San Francisco. A ambas ceremonias asistieron varios miles de personas.

Tumba abierta de Carlo Acutis.

El 1 de octubre de 2020 se abrió su tumba para exponer su cuerpo a la veneración de los fieles, como parte de los hechos previos a su beatificación. Las imágenes del cuerpo con el rostro reconstruido a la perfección contribuyeron a una confusión, ya que en diversos periódicos y redes sociales trascendió que su cuerpo había sido encontrado incorrupto. En una nota difundida ese mismo día por la diócesis de Assisi-Nocera Umbra-Gualdo Tadino, el obispo Domenico Sorrentino señaló que las noticias que circulaban en torno a las reliquias del beato Carlo Acutis no respondían a la verdad al decir que el cuerpo haya sido encontrado incorrupto:

«En el momento de la exhumación en el cementerio de Asís, que tuvo lugar el 23 de enero de 2019 con vistas al traslado al Santuario, fue encontrado en el normal estado de transformación propio de la condición cadavérica. Sin embargo, como el entierro no duró muchos años, el cuerpo, aunque transformado, pero con las distintas partes todavía en su conexión anatómica, fue tratado con aquellas técnicas de conservación e integración que se practican habitualmente para exponer dignamente los cuerpos de los beatos y santos a la veneración de los fieles. Una operación que se realizó con arte y amor. La reconstrucción de la cara con una máscara de silicona resultó especialmente exitosa.»
(Domenico Sorrentino).

En este mismo sentido, el rector de la iglesia de Santa Maria Maggiore, Carlos Acácio Gonçalves Ferreira, explicó que el cuerpo del beato Carlo Acutis fue encontrado «íntegro, no intacto, sino íntegro, tenía todos sus órganos».

## Beatificación

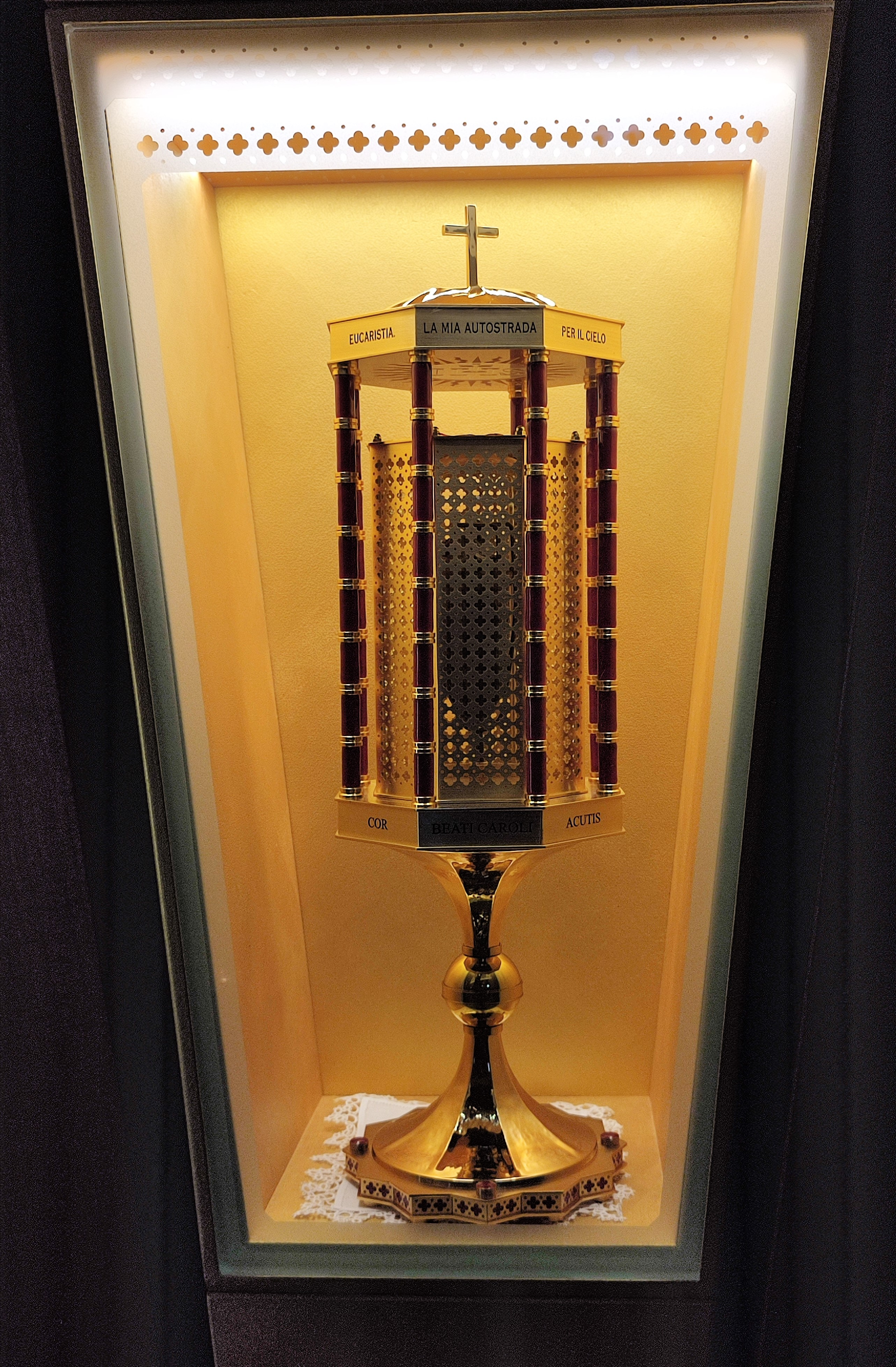
Relicario que contiene el corazón de Acutis.

El proceso de beatificación fue iniciado por el cardenal Angelo Scola, en la arquidiócesis de Milán el 13 de mayo de 2013. El 24 de noviembre de 2016, la investigación diocesana se envió a Roma para ser estudiada por la Congregación para las Causas de los Santos. Tras el informe positivo de las distintas comisiones, el 5 de julio de 2018, en reconocimiento de sus virtudes heroicas, el papa Francisco lo declaró Venerable. Su madre afirmó: «Su jornada giraba en torno a Jesús, que estaba en el centro. Las personas que se dejan transformar por Jesús y tienen esta fuerte amistad con Dios interpelan a los otros, irradian la imagen de Dios».
El 21 de febrero de 2020, tras un análisis de una comisión de médicos y la Congregación para las Causas de los Santos, el papa Francisco aprobó un milagro atribuido a la intercesión de Carlo Acutis, que permitió iniciar su proceso de beatificación. Este milagro fue la curación inexplicable de un niño en Brasil. El padre Marcelo Tenorio, vicepostulador de la causa de Carlo, cuenta lo sucedido aquel día: «El 12 de octubre de 2010, en la capilla de Nuestra Señora Aparecida, en nuestra parroquia de Campo Grande (Mato Grosso del Sur), en el momento de la bendición con la reliquia, se acercó un niño acompañado por su abuelo. El niño estaba enfermo de páncreas anular, una enfermedad congénita que se estaba tratando. Esta enfermedad causaba que el niño vomitara todo el tiempo, lo que lo debilitaba y lo abatía mucho, porque todo lo que comía lo devolvía, incluido el líquido. Ya llevaba una toalla, porque su situación era grave. Cada vez más débil, encontraría una muerte segura. Durante la bendición, el niño le preguntó a su abuelo qué debía pedir y este le dijo que rezara, pidiendo "para que dejara de vomitar", y así sucedió. Cuando llegó el turno del enfermo, tocó la reliquia de Carlo y dijo con voz firme: "deja de vomitar", a partir de entonces ya no vomitó más». En febrero de 2011, la familia solicitó que se realizaran nuevas pruebas al niño y se descubrió que estaba completamente curado.
El sábado 10 de octubre de 2020 Carlo fue beatificado en Asís. La ceremonia, se celebró en la Basílica de San Francisco de Asís, por el  cardenal Agostino Vallini, delegado del papa Francisco. Se presentó una urna que contenía como reliquia el corazón del nuevo beato.
En el año 2023 Acutis fue uno de los santos patronos de la Jornada Mundial de la Juventud de Lisboa.

## Proceso de canonización
El 23 de mayo de 2024, el papa Francisco autorizó al Dicasterio de las Causas de los Santos a promulgar el decreto relativo al reconocimiento de un segundo milagro atribuido a la intercesión del beato Carlo Acutis, y por tanto se abrió el camino para su canonización, con fecha y lugar para establecerse.
El milagro atribuido a su intercesión es la curación de Valeria Valverde, una joven costarricense de 21 años que sobrevivió a un grave accidente de bicicleta que la dejó al borde de la muerte. Desde el 2018, Valverde estudiaba en una universidad en Florencia y el 2 de julio del 2022, mientras circulaba por el centro de la ciudad, sufrió una grave caída en bicicleta, por lo cual debió ser sometida a una craneotomía de urgencia con la extracción del hueso occipital derecho del cráneo para disminuir la presión intracraneal. Los médicos indicaron que tenía muy pocas probabilidades de sobrevivir.
Una mujer, que entonces trabajaba como secretaria de la madre de Valeria, comenzó a orar inmediatamente a Carlo Acutis por la recuperación de la chica. Pocos días después, el 8 de julio, Liliana -la madre de Valeria- viajó en peregrinación a Asís, a la tumba del joven beato, donde también dejó una carta escrita.
Ese día, Valeria comenzó a respirar por sí sola y al día siguiente los médicos notaron la recuperación de la movilidad de los miembros superiores y parcialmente del habla. El 13 de julio respondió a órdenes motoras y el 14 de julio le retiraron la cánula traqueal. El 18 de ese mismo mes fue trasladada de terapia intensiva a cuidados subintensivos, donde una tomografía mostró la desaparición de la hemorragia.
El 2 de septiembre, en agradecimiento por su completa curación, Valeria y su madre peregrinaron a la tumba de Acutis en Asís.
El 1 de julio de 2024, el papa Francisco presidió un consistorio ordinario para preparar la canonización de 15 personas, entre ellas Carlo Acutis, quien sería el primer milenial en ser declarado santo. El 20 de noviembre, anunció que la canonización se realizaría el 27 de abril de 2025, durante el Jubileo de los adolescentes. Sin embargo, tras su fallecimiento el 21 de abril de 2025, la Santa Sede suspendió temporalmente el rito. Finalmente, el 13 de junio de 2025, el papa León XIV decretó en su primer consistorio ordinario público que Acutis sería canonizado el 7 de septiembre de 2025, en un anuncio sorpresivo, ya que su nombre no figuraba en la lista inicial de beatos de este consistorio.

## En el cine
- El Cielo no puede esperar (2023).[51]
- El latido del Cielo (2023).[52]

Ambas películas fueron proyectadas durante la Jornada Mundial de la Juventud 2023.